# 维讷夫
维讷夫（法語：Vinneuf，法語發音：[vinœf]）是法国勃艮第-弗朗什-孔泰大区约讷省的一个市镇，属于桑斯区。

## 地理
维讷夫（48°21'2"N, 3°8'6"E）面积15.26 平方千米，位于法国勃艮第-弗朗什-孔泰大區约讷省，该省份为法国中北部内陆省份，西接卢瓦雷省，西北接塞纳-马恩省，南至涅夫勒省，东临科多尔省，东北与奥布省接壤。
与维讷夫接壤的市镇（或旧市镇、城区）包括：巴卢瓦、肖蒙、巴佐什莱布赖、格拉翁、约讷河畔米西、尚皮尼、约讷河畔库尔隆、维勒布勒万。

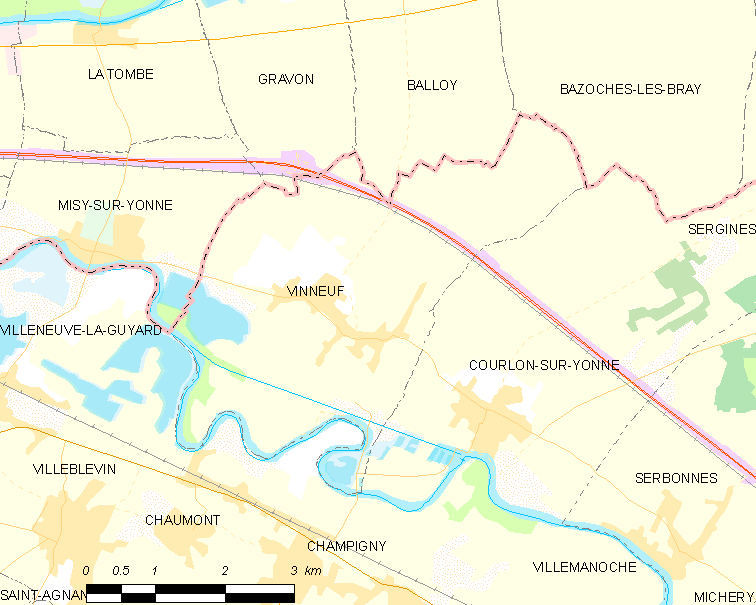
维讷夫的OSM定位图

维讷夫的时区为UTC+01:00、UTC+02:00（夏令时）。

## 行政
维讷夫的邮政编码为89140，INSEE市镇编码为89480。

## 政治
维讷夫所属的省级选区为奥勒斯河畔托里尼县。

## 人口

1962-2008年间维讷夫人口变化图示

维讷夫于2022年1月1日时的人口数量为1559人。